# 마쓰마에 노리히로 (13대)

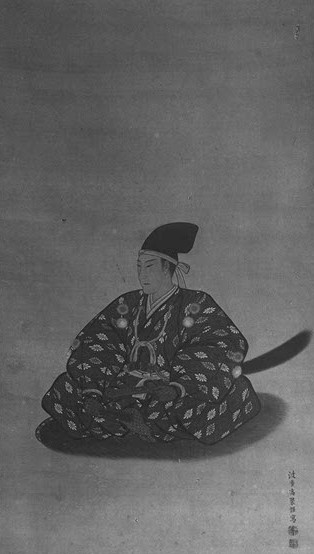
마쓰마에 노리히로

마쓰마에 노리히로(일본어: 松前德廣, 1844년 5월 1일 ~ 1869년 1월 11일)는 마쓰마에번의 13대 번주이다.
1844년 음력 3월 14일, 11대 번주 마쓰마에 마사히로의 장남으로 후쿠야마 성에서 태어났다. 1849년, 아버지가 병으로 은거하자 나이가 어린 노리히로 대신 숙부인 다카히로(崇廣)가 번주의 자리에 올랐다. 1853년 음력 3월에 세자로 지명되었고, 1858년, 종5위 하 시마노카미(志摩守)에 임관하였다. 1866년 다카히로가 죽자 그 양자로서 13대 번주가 되었다. 그러나 원래 병약한 몸에 정신병까지 앓고 있어, 정무는 중신들에 의해 좌지우지되었다. 중신들의 전횡에 불만을 품은 스즈키 오리타로(鈴木織太郎), 시모노쿠니 도시치로(下國東七郎) 등 40여 명의 가신들은 1868년 음력 7월 노리히로를 옹립하여 쿠데타를 일으켰고, 그 결과 중신들은 처벌받고 번에는 새로이 합의국(合議局)・정의국(正議局)・군모국(軍謀局) 등의 기관이 설치되었지만, 번의 혼란은 가중되었다.
이때 에노모토 다케아키(榎本武揚)가 이끄는 구막부군이 하코다테를 함락하고 10월에는 마쓰마에성을 공격하였다. 노리히로는 먼저 다테 성(館城)으로 이동하였으나, 다테 성도 위험해지자 구마이시무라(熊石村)로 패주하였다. 음력 11월 19일에는 구마이시무라에서 출항하여 쓰가루(津軽)로 가려 하였으나 바다 상황이 좋지 않아 실패하였고 도중에 다섯 살 난 막내딸이 사망하였다. 22일, 가까스로 쓰가루에 도착하였으나, 24일, 히로사키의 야쿠오인(藥王院)에 이르러 지병인 폐결핵이 악화되어 피를 토하고 쓰러진 후, 29일, 25세의 나이로 사망했다. 장남 나가히로가 뒤를 이었다.
| 전임 마쓰마에 다카히로 | 제13대 마쓰마에번 번주 1866년 ~ 1869년 | 후임 마쓰마에 나가히로 |